# Киузано д'Асти
Киуза̀но д'А̀сти (на италиански: Chiusano d'Asti; на пиемонтски: Ciusan, Чузан) е село и община в Северна Италия, провинция Асти, регион Пиемонт. Разположено е на 261 m надморска височина. Населението на общината е 232 души (към 2010 г.).